# Distrito de Vogelsberg
El distrito de Vogelsberg (en alemán: Vogelsbergkreis) es uno de los cinco distritos de la región de Gießen, en el estado federal de Hesse (Alemania). Su capital es la ciudad de Lauterbach.

## Geografía
El nombre de este distrito procede del monte Vogelsberg, hace millones de años fue parte de un volcán y se encuentra al sur del territorio del distrito. La altura más grande la tiene el monte Taufstein (770 m), al este de Schotten. Los distritos vecinos al norte son el distrito de Schwalm-Eder, al noroeste el distrito de Hersfeld-Rotenburg, al este el distrito de Fulda, al sur el distrito de Meno-Kinzig y el distrito de Wetterau, al oeste el distrito de Gießen y al noroeste el distrito de Marburg-Biedenkopf.

## Composición del distrito
(Habitantes a 30 de junio de 2005)
| - 1. Alsfeld (17 553) - 2. Grebenau (2745) - 3. Herbstein (5159) - 4. Homberg (7913) - 5. Kirtorf (3532) - 6. Lauterbach (14 462) - 7. Romrod (3080) - 8. Schlitz (10 272) - 9. Schotten (11 485) - 10. Ulrichstein (3257) | - 1. Antrifttal [Sitz: Ruhlkirchen] (2179) - 2. Feldatal [Sitz: Groß-Felda] (2850) - 3. Freiensteinau (3438) - 4. Gemünden (3216) - 5. Grebenhain (5204) - 6. Lautertal [Sitz: Hörgenau] (2598) - 7. Mücke [Sitz: Merlau] (10 187) - 8. Schwalmtal [Sitz: Renzendorf] (3180) - 9. Wartenberg [Sitz: Angersbach] (4091) |